# NK Rače
Nogometni klub Rače (tiếng Việt: Câu lạc bộ bóng đá Rače), thường hay gọi NK Rače, là một câu lạc bộ bóng đá Slovenia thi đấu ở thị trấn Rače. Câu lạc bộ được thành lập năm 1946. Hiện tại đội bóng đang thi đấu ở 1. MNZ League, giải bóng đá cao thứ tư ở Slovenia.

## Danh hiệu
- Giải bóng đá hạng năm quốc gia Slovenia: 1

2016-17